# Augsburg-Sullivan Heights
Sullivan Heights ist ein Stadtteil von Augsburg mit etwa 150 Einwohnern. Der englische Name stammt aus der Zeit von 1945 bis 1998, als in Augsburg amerikanische Militärtruppen der US-Garnison Augsburg stationiert waren. Sullivan Heights diente dabei als Wohnsiedlung (so genannte „Housing Area“). Sie ist nach Captain Robert L. Sullivan benannt, der knapp ein Jahr in Augsburg lebte.

## Geographie
Sullivan Heights ist mit einer Fläche von etwas mehr als zehn Hektar einer der kleinsten Stadtteile Augsburgs und liegt am Nordrand des Stadtbezirks Pfersee-Nord, der wiederum Bestandteil des Planungsraums Augsburg-Pfersee ist.
Das Viertel wird im Norden von der Bürgermeister-Ackermann-Straße, einer der Hauptverkehrsachsen, auf der teilweise die B 300 verläuft, im Osten und Süden von der Deutschenbaurstraße und im Westen vom angrenzenden Stadtteil Centerville, einem weiteren ehemals amerikanischen Wohngebiet, begrenzt.

## Geschichte
Nach dem Ende des Zweiten Weltkrieges nahmen die von 1945 an in Augsburg stationierten amerikanischen Truppen eine fast 60 Hektar große Fläche im Westen der Stadt in Besitz, auf der sie die Sheridan-Kaserne errichteten. Da allerdings von Anfang an absehbar war, dass die Besatzungstruppen dort über eine sehr lange Zeit stationiert sein würden, holten viele Soldaten ihre Familien in ihre neue Heimat nach, weshalb auch zivile Wohnsiedlungen errichtet werden mussten.
Die ehemalige "Fuchssiedlung" – Bestandteil von Pfersee – wurde zu einem dieser amerikanischen Wohnviertel und erhielt den Namen Sullivan Heights. Bis zum Abzug der letzten amerikanischen Einheiten 1998 lebten hier Familienangehörige von Soldaten und zivile Angestellte der nebenan gelegenen Kaserne.
Die nun verlassenen Gebäude wurden von 1999 an saniert und aufgewertet und bieten heute etwa 150 Menschen Wohnraum. Ferner befinden sich auf den Flächen von Sullivan Heights verschiedene Supermärkte und Fast-Food-Restaurants.